# Tatjana Blacher
Tatjana Blacher (Berlino, 18 maggio 1956) è un'attrice tedesca.

## Biografia
Figlia del compositore Boris Blacher e della pianista Gerty Blacher-Herzog e sorella del violinista Kolja Blacher, studiò recitazione presso il Seminario Max Reinhardt ed il Lee Strasberg Theatre and Film Institute. Ebbe inoltre una formazione come cantante e ballerina. È apparsa in diversi show televisivi, ed è nota principalmente per il ruolo di Edith Frank-Holländer nella miniserie inglese La storia di Anna Frank, dove ha recitato al fianco di Ben Kingsley, Hannah Taylor-Gordon e Lili Taylor. Blacher, oltre che il tedesco, parla fluentemente l'inglese.

## Filmografia parziale
- Reise in die Dunkelheit (1997)
- Chill Out (1999)
- Bonhoeffer - Die letzte Stufe (2001)
- La storia di Anna Frank (Anne Frank: The Whole Story), regia di Robert Dornhelm (2001)
- Unser Pappa (2001)
- Der letzte Tanz (2006)
- Fast Souls (2006)
- Dr Hope (2009)